# Aviajet
Aviajet era uma companhia aérea com sede em Dublin, Irlanda.

## Frota

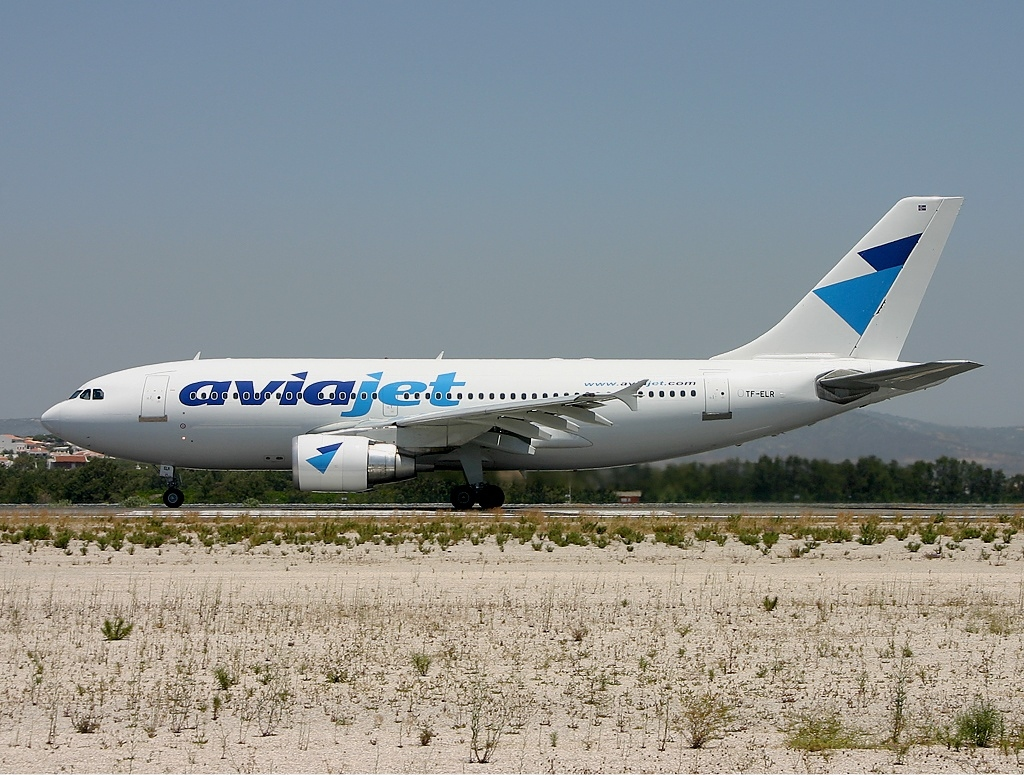
Um Airbus A310-300 da Aviajet

| Aeronaves               | Quantidade | Período de operação | Notas |
| ----------------------- | ---------- | ------------------- | ----- |
| Airbus A310-300         | 1          | 2005-2005           |       |
| Boeing 737-400          | 2          | 2004-2006           |       |
| Boeing 767-300          | 2          | 2003-2004           |       |
| McDonnell Douglas MD-80 | 6          | 2003-2008           |       |
| McDonnell Douglas MD-90 | 1          | 2005-2006           |       |